# فاني ستولار
فاني ستولار (بالمجرية: Stollár Fanny)‏ (ولد في 12 نوفمبر 1998) لاعبة تنس مجرية. فازت ستولار بلقب الزوجي في بطولة اتحاد لاعبات التنس المحترفات، بالإضافة إلى لقب فردي واحد وستة ألقاب زوجي في حلبة ITF للسيدات. في 19 نوفمبر 2018 ، وصلت إلى أفضل تصنيف فردي لها في العالم رقم 114. في 10 سبتمبر 2018 ، وصلت إلى القمة رقم 67 في تصنيفات الزوجي.

## روابط خارجية
- فاني ستولار على موقع رابطة محترفات التنس (الإنجليزية)
- فاني ستولار على موقع الاتحاد الدولي لكرة المضرب (الإنجليزية)
- فاني ستولار على موقع كأس بيلي جين كينغ (الإنجليزية)
- فاني ستولار على موقع بطولة ويمبلدون (الإنجليزية)
- فاني ستولار على موقع خلاصة التنس.كوم (الإنجليزية)
- فاني ستولار على موقع اللجنة الأولمبية الدولية (الإنجليزية)
- فاني ستولار على موقع أوليمبيديا (الإنجليزية)